# Transformers: Rescue Bots
Transformers: Rescue Bots (ou simplesmente Rescue Bots) é uma linha de brinquedos baseada nos fabricantes de brinquedos Hasbro e uma série de desenho animado estado-unidense produzido pela Hasbro Studios, Darby Pop Productions e Atomic Cartoons.
A série estreou nos Estados Unidos inicialmente como piloto em 17 de dezembro de 2011, oficialmente estreou em 18 de fevereiro de 2012 pelo canal The Hub e atualmente exibido pelo Discovery Family. No Brasil, estreou a primeira temporada em 4 de março de 2013, às 13h, pelo canal Discovery Kids, a segunda temporada estreou nos meados de 2015 e a terceira temporada estreou em 7 de agosto de 2016, depois estreou em 17 de dezembro de 2018, às 14h, no canal TV Cultura e desde de 15 de março de 2021 está sendo exibido na Loading. Em Portugal, estreou em 20 de dezembro de 2012 pelo canal SIC K, depois, estreou em 1 de fevereiro de 2017, às 9h25, pelo canal JimJam, de seguida, estreou em 4 de setembro do mesmo ano, às 8h, pelo canal Biggs e mais tarde estreou em 8 de julho de 2023, às 20h30, pelo canal Panda Kids. Em 2 de novembro de 2013, estreou na Netflix com 26 episódios da primeira temporada. Em setembro de 2014, estreou com 24 episódios da segunda temporada. Em 1 de junho de 2016, estreia com a terceira temporada com 28 episódios. Terminou em 22 de outubro de 2016.

## Enredo
Um grupo de Autobots - Heatwave, Boulder, Blades e Chase respondem à mensagem dirigida pelo Optimus Prime, a qualquer um dos Autobots para pousar e defender a ameaça que ocorre no planeta Terra. Eles param em uma cidade de Griffin Rock, situado em uma ilha ao largo da costa leste, onde se juntam uma família incomum para ajudar contra os Decepticons, ainda não estão prontos para lidar com essa ameaça sem eles. A partir de agora você pode contar com o chefe de polícia, bombeiro, piloto de helicóptero, engenheiro e um menino Cody.
Rescue Bots se concentra principalmente em educar as crianças em relação aos perigos e à segurança.

## Episódios
| Temporada | Temporada | Episódios | Exibição original       | Exibição original     | Canal            |
| Temporada | Temporada | Episódios | Primeira exibição       | Última exibição       | Canal            |
| --------- | --------- | --------- | ----------------------- | --------------------- | ---------------- |
|           | 1         | 26        | 18 de fevereiro de 2012 | 18 de agosto de 2012  | Hub Network      |
|           | 2         | 24        | 1 de março de 2014      | 2 de agosto de 2014   | Hub Network      |
|           | 3         | 28        | 1 de novembro de 2014   | 13 de junho de 2015   | Discovery Family |
|           | 4         | 26        | 23 de abril de 2016     | 22 de outubro de 2016 | Discovery Family |

## Elenco
| Personagem                     | Estados Unidos                                  | Brasil                                                 |
| ------------------------------ | ----------------------------------------------- | ------------------------------------------------------ |
| Heatwave                       | Steven Blum                                     | Ramon Campos                                           |
| Chase                          | D. C. Douglas                                   | Rodrigo Araújo                                         |
| Blades                         | Parvesh Cheena                                  | Sérgio Rufino                                          |
| Boulder                        | Imari Williams                                  | Renato Soares                                          |
| Optimus Prime                  | Peter Cullen                                    | Wellington Lima                                        |
| Bumblebee                      | Nicole Dubuc                                    | Nicole Dubuc                                           |
| High Tide                      | Michael Bell                                    | TDA                                                    |
| MorBots                        | Maurice LaMarche                                | TDA                                                    |
| Chefe Charlie Burns            | Maurice LaMarche                                | Faduli Costa                                           |
| Cody Burns                     | Élan Garfias (criança) e Oliver Vaquer (adulto) | Vyni Takahashi                                         |
| Kade Burns                     | Jason Marsden                                   | Glauco Marques                                         |
| Dani Burns                     | Lacey Chabert                                   | Tatiane Keplmair (1ª voz) e Andressa Andreato (2ª voz) |
| Doutor Graham Burns            | Shannon McKain                                  | Fábio Lucindo                                          |
| Woodrow "Woody" Burns          | Mark Hamill                                     | Marcelo Pissardini                                     |
| Doutor Ezra "Doc" Greene       | LeVar Burton                                    | Luiz Laffey                                            |
| Trex                           | LeVar Burton                                    | Luiz Laffey                                            |
| Dither                         | LeVar Burton                                    | Luiz Laffey                                            |
| Francine "Frankie" Elma Greene | Diamond White                                   | Isabella Guarnieri                                     |
| Doutora Anna Berkova           | Kath Soucie                                     | Fátima Noya (1ª voz) e Adriana Pissardini (2ª voz)     |
| Doutor Thaddeus Morroco        | Tim Curry (2012) e Greg Ellis (2014-)           | Fábio Moura (1ª voz) e César Marchetti (2ª voz)        |
| Prefeito H.B. Lusky            | Jeff Bennett                                    | Hélio Vaccari                                          |
| Huxley Prescott                | Jeff Bennett                                    | Tatá Guarnieri                                         |

| Ficha Técnica       | Brasil                                             |
| ------------------- | -------------------------------------------------- |
| Direção de Dublagem | Vagner Fagundes e Fábio Lucindo (alguns episódios) |
| Elenco de Dublagem  | TV Group Digital (Temp. 1) e Unidub (Temp. 2-3)    |